# Afrotheria
Az Afrotheria (szó szerint „afrikai állatok”) az emlősök molekuláris törzsfájának egyik öregrendje.

## Eredete, kifejlődése
Ez az egyik olyan öregrend, amelynek képviselői a mezozoikumban, az egységes Pangea szétszakadása után Afrikában (illetve Madagaszkáron) maradtak, és ott fejlődtek tovább. (A másik ilyen csoport az Euarchontoglires, de a két öregrend fejlődése már mintegy 105 millió éve, a szuperkontinens feldarabolódása előtt szétvált egymástól.)

## Rendszertani felosztása
Az öregrendbe hat élő és három kihalt rendet sorolnak:
- Afroinsectiphilia csoport
  - Afrosoricida rend[1]
  - elefántcickány-alakúak rendje – Macroscelidea
  - földimalacfélék rendje – Tubulidentata
- Előpatások (Paenungulata) csoportja
  - szirtiborz-alakúak rendje – Hyracoidea
  - Embrithopoda rend  – kihalt
- Tethytheria csoport
  - tengeritehenek rendje – Sirenia
  - Desmostylia rend - kihalt
  - ormányosok rendje – Proboscidea
- Bibymalagasia rend – mintegy ezer éve kihalt

## Fejlődése
A molekuláris törzsfán a hat élő rendet két nagy csoportra bontják, az Afroinsectiphilia és a Paenungulata csoportokra. Ezek fejlődése mintegy 80 millió éve vált külön.
Az Afroinsectiphilia csoport tagjai az Afrosoricida rend, az elefántcickány-alakúak és a csövesfogúak rendje, amelyek egymástól 71–76 millió évvel ezelőtt váltak külön. A Paenungulata csoportba az előpatások, ormányosok és tengeritehenek rendjét vonják össze; ezek egymástól mintegy 60–61 millió éve különültek el.